# ジョアン・スタビー
ジョアン・スタビー（JoAnne Stubbe、1946年6月11日 - ）は、アメリカ合衆国の生化学者。イリノイ州シャンペーン出身。

## 経歴
1968年にペンシルバニア大学卒業後、1971年にカリフォルニア大学バークレー校大学院で有機化学を専攻し博士号を取得。ブランダイス大学でポスドクとなった後、ウィリアムズ大学やイェール大学、ウィスコンシン大学マディソン校で教鞭をとり、1987年にマサチューセッツ工科大学教授に就任した。
DNA複製におけるリボヌクレオチドのデオキシリボヌクレオチドへの変換に関与する酵素リボヌクレオチドレダクターゼ（RNR）の役割と構造を解明し、抗がん剤ブレオマイシンの構造を決定した。

## 受賞歴
- 1986年 - ファイザー酵素化学賞
- 1998年 - F・A・コットン・メダル
- 2008年 - アメリカ国家科学賞、米国科学アカデミー賞化学部門
- 2009年 - プレローグ・メダル、ナカニシプライズ
- 2010年 - ベンジャミン・フランクリン・メダル、ウェルチ化学賞
- 2015年 - レムセン賞
- 2017年 - パール・マイスター・グリーンガード賞
- 2018年 - クラリベイト・アナリティクス引用栄誉賞
- 2020年 - プリーストリー賞